# 応瑒
応 瑒（應瑒、おう とう、? - 建安22年（217年））は、中国後漢末期の政治家・文人。字は徳璉。本貫は豫州汝南郡南頓県（現在の河南省周口市項城市）。建安七子の一人。父は応珣。弟は応璩。

## 生涯
祖父の応奉、伯父の応劭は学問によって名を馳せ、父の応珣は司空掾を務めた。
官歴は曹操により召し出され、丞相掾属から始まる。平原侯（曹植）の庶子、次いで五官中郎将（曹丕）の文学となる。文章を尊んだ曹丕に親愛されたが、建安22年（217年）、疫病により死去した。
弟の応璩、その子の応貞らも文章に長じ、応瑒と共に『三国志』王粲伝に付される他、応貞は『晋書』にも立伝される。

## 評価
曹丕はその著書『典論』の中で、現代の文学者の7人（いわゆる建安七子）として名を挙げた。「調和は取れているが力強さに欠く」と欠点にも触れている。呉質への手紙の中では「常に優れた文才を発揮して著述の意志を抱き、その才と学は書を著すに足るものだったが、立派な志は遂げられなかった」と記し、その死を悼んだ。
曹植も楊修への手紙の中で、現代の文学者の内の1人として名を挙げ、「德璉は大魏で才を現し」たと評し、楊修もまたそれらの評を認めている。